# Pháo đài Ranikot
Pháo đài Ranikot (tiếng Sindh: رني ڪوٽ, tiếng Urdu: قِلعہ رانی کوٹ) là một pháo đài lịch sử gần Sann, quận Jamshoro, Sindh, Pakistan. Pháo đài Ranikot còn được gọi là Vạn Lý Trường Thành của Sindh và được coi là một trong những pháo đài lớn nhất thế giới, với chu vi khoảng 32 kilômét (20 mi). Tường thành của pháo đài đã được so sánh với Vạn Lý Trường Thành của Trung Quốc.
Pháo đài được Ủy ban quốc gia Pakistan đề cử với UNESCO vào năm 1993 và từ đó đã được đưa vào danh sách dự kiến các di sản thế giới của UNESCO. Pháo đài được liệt kê như là một di tích lịch sử theo Đạo luật về cổ vật, năm 1975 và những sửa đổi tiếp theo của nó, và được bảo vệ.

## Vị trí
Pháo đài Ranikot cách Hyderabad 90 kilômét (56 mi) về phía bắc theo đường quốc lộ. Cũng có một cách dễ dàng để đi khoảng một giờ hành trình từ Karachi đến Sann trên xa lộ Indus. Một con đường khác, bắt đầu cách Sann một đoạn ngắn, thị trấn gần nhất, dẫn đến pháo đài dọc theo con đường dài 21 kilômét (13 mi) và đến cổng phía đông của pháo đài, được gọi là Cổng Sann. Sann là đầu đường sắt trên tuyến Kotri-Larkana của đường sắt Pakistan. Nó nằm trong vườn quốc gia Kirthar, vườn quốc gia lớn thứ hai của Pakistan.

## Lịch sử
Mục đích ban đầu và kiến trúc sư của pháo đài Ranikot không biết. Tuy nhiên, người ta tin rằng pháo đài được xây dựng trong thời kỳ Nhà Sassanid, Scythia, Đế quốc Parthia hoặc Vương quốc Hy Lạp-Bactria. Các nhà khảo cổ học đã chỉ ra rằng thế kỷ XVII là thời điểm xây dựng đầu tiên nhưng hiện nay các nhà khảo cổ Sindh tin rằng cấu trúc đã được bộ lạc Talpur tái tạo lại vào năm 1812 với chi phí 1,2 triệu rupee (Sindh Gazetteer, 677).

## Đặc điểm
Pháo đài rất lớn, kết nối một số ngọn núi hoang vắng trong vùng đồi núi Kirthar men theo các triền núi, với chu vi khoảng 31 kilômét (19 mi). Pháo đài được xen kẽ với một số phần nhô ra ở giữa và chúng có hình bán nguyệt. Phần phía bắc của pháo đài là một đồi núi cao tự nhiên, trong khi ba phía còn lại nó được bao phủ bởi bức tường pháo đài. Trong pháo đài chính này có một pháo đài nhỏ hơn được gọi là "Meeri" đó là khoảng 5-6 dặm từ cổng vào của pháo đài chính, và được cho là đã từng là dinh thự của gia đình hoàng gia Mir. Toàn bộ cấu trúc của pháo đài được xây bằng đá và vữa vôi. Pháo đài được xây dựng theo hình dích dắc, với bốn cổng vào trong hình dạng của hình bình hành. Hai trong số các cửa, đối diện với nhau được bắt chéo nhau bởi sông Sann; cổng đầu tiên nằm ở phía tây và được vây bởi dòng sông và rất khó tiếp cận. Cổng vào phía nam có cổng cửa đôi. Trong cửa có hai hốc có hoa trang trí và chạm khắc đá. Cổng Sann được bảo tồn tốt và có thể leo lên đến đỉnh của pháo đài từ cả hai bên để có được một cái nhìn tuyệt đẹp về địa hình xung quanh pháo đài. Cổng này cũng là cổng vào pháo đài nhỏ Meeri.

## Phục hồi
Hiện nay các công trình phục hồi được thực hiện, đặc biệt là khu phức hợp Sann Gate, bức tường thành lũy mở rộng về phía nam gồm nhà thờ Hồi giáo và pháo đài Meeri hoặc cung điện nhỏ trong pháo đài chính. Những hoạt động này do Phòng Khảo cổ học của Pakistan, Sở Văn hoá Sindh và chính quyền quận Dadu thực hiện. Theo những cáo buộc về xây dựng kém và thiên vị trong việc trao hợp đồng, một cuộc điều tra đã được tiến hành vào năm 2005. Báo cáo của Ủy ban Truy vấn cho thấy các công trình khôi phục đã được làm bằng xi măng và đá mới mà không cần tuân theo "Hiến chương Venice về Bảo tồn và Phục hồi Di tích và các địa điểm "và đề nghị ngừng việc tiếp tục xây dựng pháo đài. Dựa trên báo cáo này, công tác khôi phục tiếp tục bị đình chỉ trong năm 2006.

## Hình ảnh

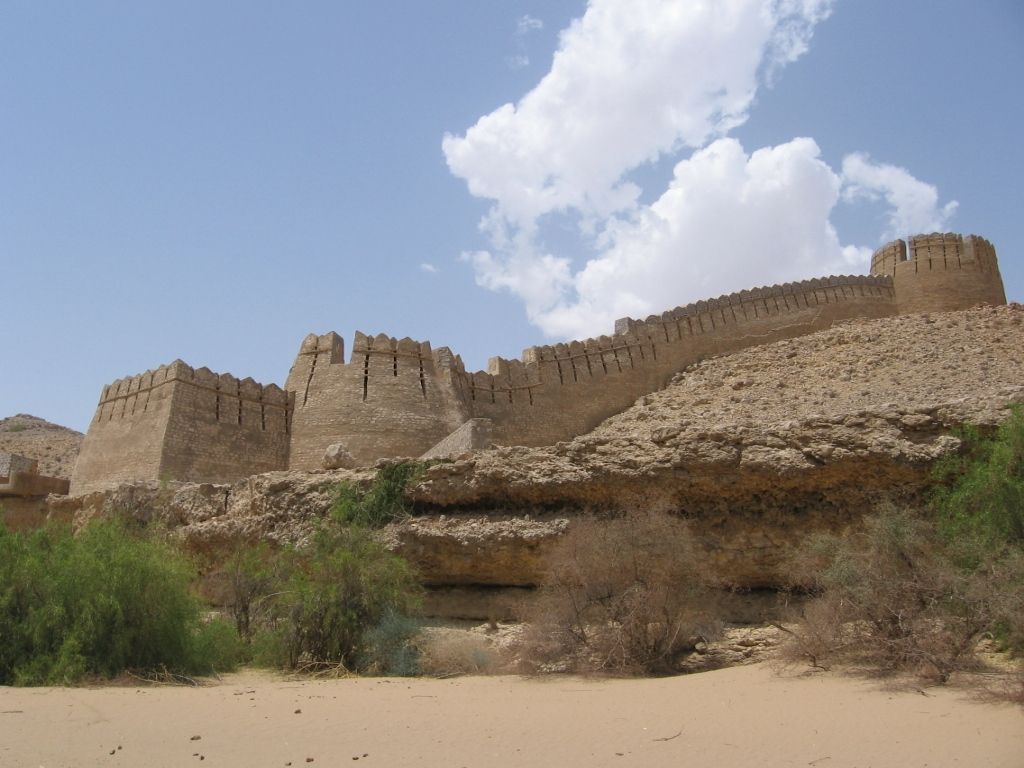
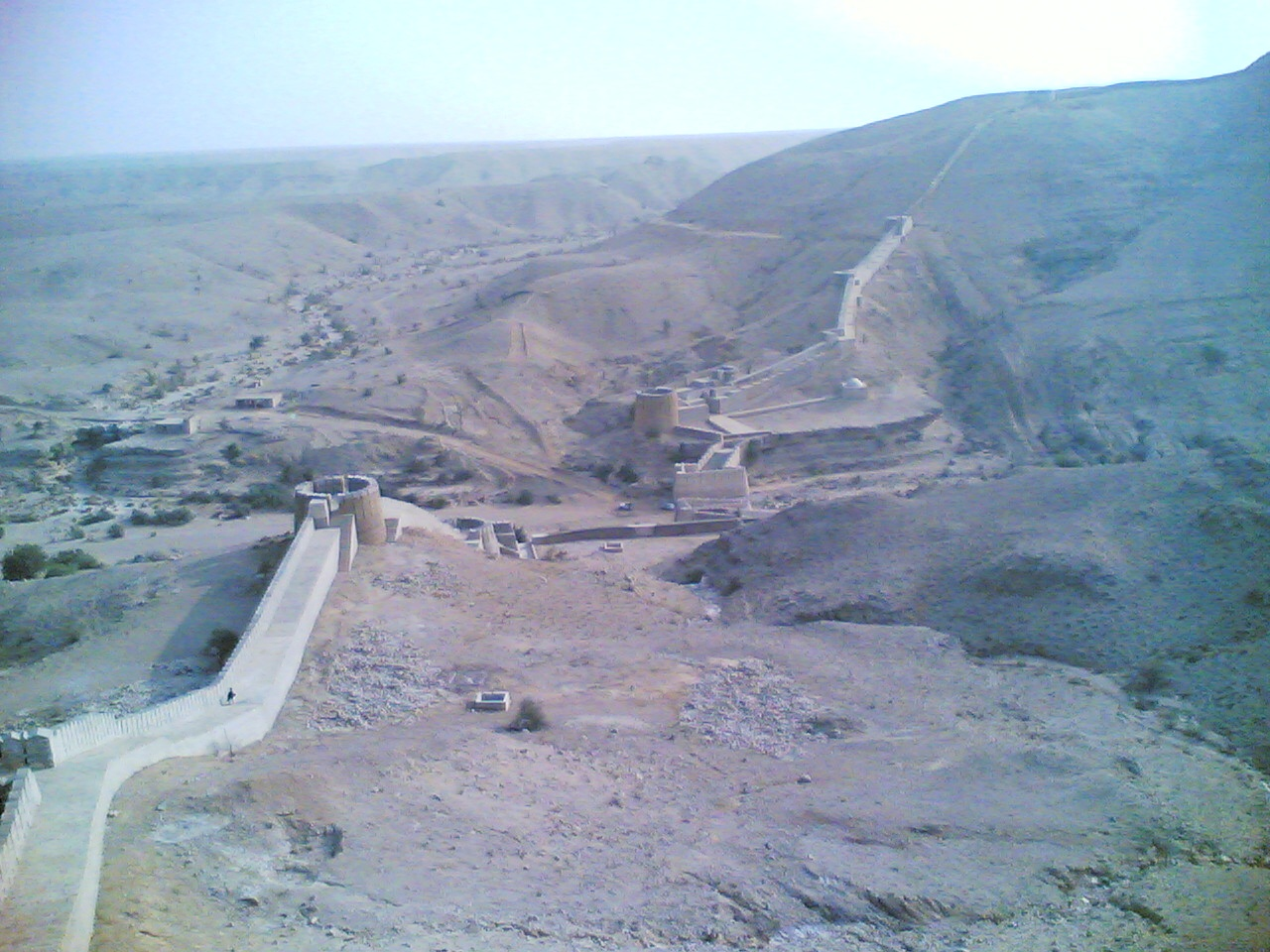
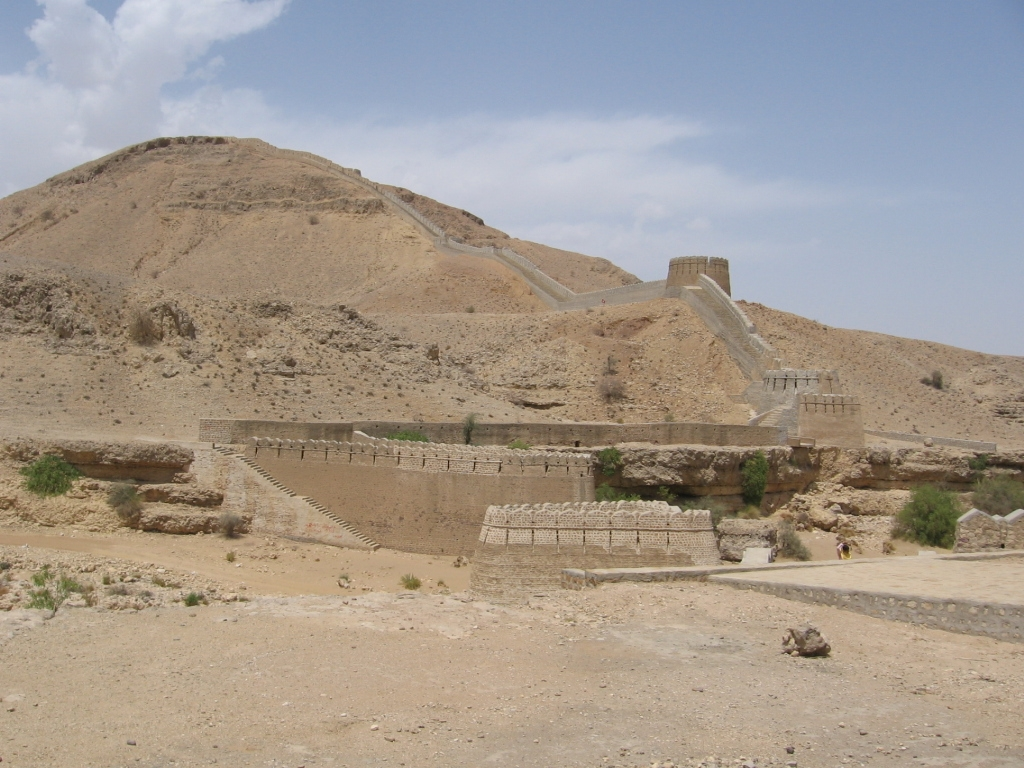
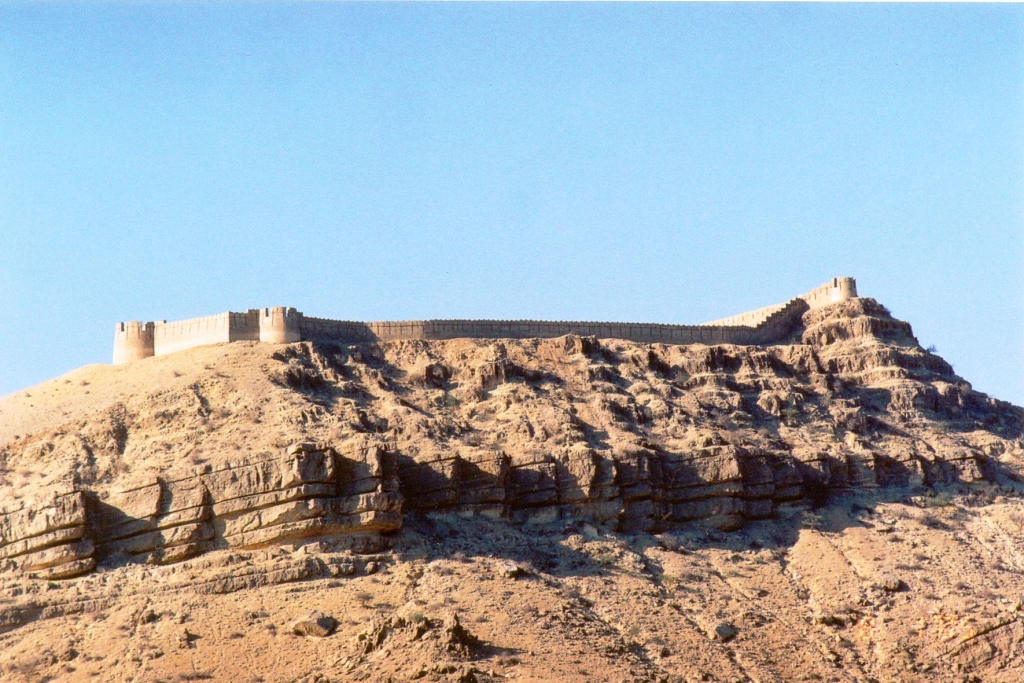